# Kynurenin
Kynurenin (griech. kýon Hund und ouron Urin) ist eine aromatische nicht-proteinogene Aminosäure.

## Isomere
Es existieren zwei Stereoisomere des Kynurenins:  (S)-Kynurenin [Synonym: L-Kynurenin] und (R)-Kynurenin [Synonym: D-Kynurenin]. Lediglich die (S)- bzw. L-Form zeigt biologische Aktivität.
| Isomere von Kynurenin |                       |               |
| Name                  | (S)-Kynurenin         | (R)-Kynurenin |
| Andere Namen          | L-Kynurenin           | D-Kynurenin   |
| Strukturformel        |                       |               |
| CAS-Nummer            | 2922-83-0             | 13441-51-5    |
| CAS-Nummer            | 343-65-7 (unspez.)    |               |
| EG-Nummer             | –                     | –             |
| EG-Nummer             | 206-445-9 (unspez.)   |               |
| ECHA-Infocard         | –                     | –             |
| ECHA-Infocard         | 100.005.860 (unspez.) |               |
| PubChem               | 161166                | 1152206       |
| PubChem               | 846 (unspez.)         |               |
| DrugBank              | DB02070               | –             |
| DrugBank              | – (unspez.)           |               |
| Wikidata              | Q415768               | Q27077082     |
| Wikidata              | Q32908783 (unspez.)   |               |

## Geschichte und Vorkommen
(S)-Kynurenin ist ein Stoffwechselintermediat beim Abbau des Tryptophans in vielen Lebewesen. Es wurde erstmals im Harn (lat. urina) von Hunden (gr. kyon) gefunden, wovon sich der Name der Verbindung ableitet. Adolf Butenandt untersuchte in seiner Inauguraldissertation 1940 und zusammen mit dem Genetiker Alfred Kühn den Einfluss des Kynurenin, das man zunächst für ein Hormon hielt, bei der Augenpigmentbildung von Insekten.

## (Bio-)Synthese und Merkmale
Beim Menschen verläuft ein wichtiger Stoffwechselweg vom L-Tryptophan über L-Kynurenin und seine Metaboliten hin zur Nicotinsäure. Die Synthese des L-Kynurenins in Lebewesen erfolgt mithilfe des Enzyms Arylformamidase, das die hydrolytische Abspaltung von Ameisensäure von N-Formylkynurenin katalysiert. Im Urin weiblicher Masu-Lachse (Oncorhynchus masou) wirkt L-Kynurenin als Pheromon. Racemisches Kynurenin kann technisch in mehreren Schritten in guter Ausbeute aus o-Chloranilin erhalten werden. Das Oxidationsprodukt 3-Hydroxy-L-kynurenin ist auch ein Zwischenprodukt bei der Bildung von Ommochromen (Augenpigmenten) der Krebse und Insekten.
Kynurenin wird seit langem wissenschaftlich erforscht, unter anderem in seiner Funktion als Präkursor des NMDA-Rezeptor-Antagonisten Kynurensäure. Erhöhte Spiegel von L-Kynurenin im Gehirn durch Zufuhr von L-Kynureninsulfat zeigten in Tiermodellen neuroprotektive Effekte bei neurodegenerativen Erkrankungen. Als Stoffwechselprodukt des Tryptophans im Organismus wird L-Kynurenin täglich in Mengen von ca. 1 mg im Harn ausgeschieden.

## Eigenschaften
L-Kynurenin bildet als Monohydrat farblose, blättchenförmige Kristalle, die sich wenig in Wasser, aber gut in Säuren lösen. Durch oxidative Desaminierung bildet sich beim Erhitzen aus L-Kynurenin die cyclische Kynurensäure, welche der eigentliche NMDA-Rezeptor-Antagonist ist.

## Störungen des Kynureninstoffwechsels
Eine Störung des Kynureninstoffwechsels an verschiedenen Stoffwechselschritten ist für zahlreiche Erkrankungen beschrieben und besitzt beim Menschen eine klinische Relevanz. Typischerweise kommt es aufgrund Zytokin-induzierter Veränderungen im Tryptophan/Kynurenin-Stoffwechsel zu einer Anhäufung (Akkumulation) jenes Stoffwechselprodukts, das im vorangegangenen Stoffwechselschritt erzeugt wurde und dem defekten bzw. dysregulierten Enzym eigentlich als Substrat dienen sollte. Je nach betroffenem Enzym sammeln sich somit  jeweils andere Stoffwechselprodukte an. Von besonderer Bedeutung ist eine Akkumulation von Xanthurensäure, Chinolinsäure, Kynurenin, Kynureninsäure und Anthranilsäure. Eine verminderte enzymatische Aktivität der Kynurenin-3-Monooxygenase (KMO-Mangel) führt typischerweise zu einer Anhäufung (Kumulation) von Kynurenin und einer Verschiebung des Tryptophanstoffwechsels hin zu Kynureninsäure, Anthranilsäure und deren weiteren Stoffwechselprodukten. Da die Leistungsfähigkeit einiger der Enzyme auf dem Stoffwechselweg von Tryptophan über Kynurenin hin zur Nicotinsäure von Vitamin B6 abhängig sind, kann auch ein Vitamin B6-Mangel in manchen Fällen zu einer deutlich erhöhten Menge ausgeschiedenen Kynurenins im Harn führen. Eine Folge der Dysregulation des Tryptophan-Kynureninstoffwechsels ist die vermehrte Bildung von Kynureninsäure, die wiederum eine Inhibition der Glutamat- und Dopaminfreisetzung im synaptischen Spalt zur Folge hat.